# Delson Heleno
Delson "Pé de Chumbo" Heleno é um lutador de MMA brasileiro, profissional desde 2001 na categoria Peso Meio Médio. Ele participou da primeira edição do The Ultimate Fighter: Brasil.

## Campeonato Mundial de Jiu-Jitsu 2002
A maior glória de Pé de Chumbo é, para muitos, o Campeonato Mundial de Jiu-jitsu de 2002 da IBJJF na categoria Peso Médio. 

“Eu lembro do Tijuca Tênis Clube lotado com torcidas de várias academias diferentes e era uma emoção inexplicável. Ganhar um título mundial dentro de casa foi muito bom”, encerra Pé de Chumbo.

## The Ultimate Fighter
Pé de Chumbo foi chamado para disputar as eliminatórias do The Ultimate Fighter: Brasil. Na luta eliminatória ele enfrentou Giba Galvão e venceu por decisão.
Nas Quartas de Final, perdeu para Serginho Moraes.

## Ultimate Fighting Championship
Pé de Chumbo fez sua estréia no UFC no evento de número 147 em 23 de junho de 2012 contra Francisco Massaranduba, perdendo por nocaute técnico devido a socos no 1º round.

## Cartel no MMA
| Cartel no MMA       |             |            |
| 36 lutas            | 28 vitórias | 8 derrotas |
| Por nocaute         | 3           | 5          |
| Por finalização     | 14          | 1          |
| Por decisão         | 11          | 1          |
| Por desqualificação | 0           | 1          |

| Res.    | Cartel | Oponente              | Método                                     | Evento                            | Data       | Round | Tempo | Local                              | Notas                                |
| ------- | ------ | --------------------- | ------------------------------------------ | --------------------------------- | ---------- | ----- | ----- | ---------------------------------- | ------------------------------------ |
| Vitória | 28-8   | Sérgio Souza          | TKO (socos)                                | New Corpore Extreme 3             | 28/11/2015 | 2     | 4:36  | Rio de Janeiro                     |                                      |
| Vitória | 27-8   | Tim Ruberg            | Decisão (unânime)                          | Imortal FC 2                      | 07/11/2015 | 3     | 5:00  | Paranaguá, Paraná                  |                                      |
| Vitória | 26-8   | Julio Cesar Fernandes | Decisão (unânime)                          | Imortal FC 1                      | 13/06/2015 | 3     | 5:00  | São José dos Pinhais, Paraná       |                                      |
| Derrota | 25-8   | Tomasz Drwal          | Nocaute (soco)                             | Pro MMA Challenge 1               | 01/03/2014 | 1     | 4:03  | Wroclaw                            |                                      |
| Vitória | 25-7   | Evilasio Silva Araújo | Finalização (chave de braço)               | Team Nogueira MMA Circuit 3       | 24/05/2013 | 2     |       | Rio de Janeiro                     |                                      |
| Vitória | 24-7   | Carlos Villamor       | Finalização (triângulo de braço invertido) | Hard Fight Championship           | 10/11/2012 | 1     | 3:10  | Cuiabá, Mato Grosso                |                                      |
| Derrota | 23-7   | Francisco Trinaldo    | TKO (socos)                                | UFC 147: Silva vs. Frankin II     | 23/06/2012 | 1     | 4:21  | Belo Horizonte, Minas Gerais       | Estréia no UFC. Luta no Peso Médio.  |
| Vitória | 23-6   | Edgar Dayan           | Finalização (keylock)                      | MMAAD: MMA Against Dengue         | 27/11/2011 | 1     | 1:55  | Duque de Caxias, Rio de Janeiro    |                                      |
| Derrota | 22-6   | Cassiano Tytschyo     | Finalização (guillotina)                   | CEF: Coliseu Extreme Fight 1      | 09/09/2011 | 2     | 3:32  | Maceió, Alagoas                    |                                      |
| Vitória | 22-5   | Yuya Shirai           | Decisão (majoritária)                      | Fight Club 1: Brazilian Stars     | 20/07/2011 | 3     | 5:00  | São João de Meriti, Rio de Janeiro |                                      |
| Vitória | 21-5   | Jucelino Ferreira     | Finalização (chave de braço)               | TFN: Top Fight Night 88           | 15/03/2011 | 1     | 2:42  | Rio de Janeiro                     |                                      |
| Vitória | 20-5   | Waachiim Spiritwolf   | Decisão (unânime)                          | AOF 9: Apocalypse                 | 24/09/2010 | 3     | 5:00  | Jacksonville, Flórida              |                                      |
| Vitória | 19-5   | Rodrigo Otero         | Finalização (chave de braço)               | TFN: Top Fight Night 5            | 27/07/2010 | 1     | 2:55  | Rio de Janeiro                     |                                      |
| Vitória | 18-5   | Arimarcel Santos      | Decisão (unânime)                          | Top Fighter: Santa Cruz           | 06/03/2010 | 3     | 5:00  | Santa Cruz, Rio de Janeiro         |                                      |
| Vitória | 17-5   | LeVon Maynard         | TKO (socos)                                | AOF 6: Season's Beatings          | 22/11/2009 | 3     | 4:32  | Estero, Flórida                    |                                      |
| Vitória | 16-5   | Fabio Nascimento      | Decisão (unânime)                          | M-1 Challenge 19: 2009 Semifinais | 26/09/2009 | 3     | 5:00  | Rostov do Don                      |                                      |
| Vitória | 15-5   | Tyler Stinson         | Finalização (triângulo)                    | AOF 4: Damage                     | 22/08/2009 | 1     | 4:44  | Tampa, Florida                     |                                      |
| Vitória | 14-5   | Adriano Verdelli      | Finalização (triângulo)                    | TW: The Warriors                  | 29/03/2009 | 1     |       | Barra da Tijuca, Rio de Janeiro    |                                      |
| Derrota | 13-5   | Brad Blackburn        | KO (soco)                                  | IFL: New Jersey                   | 04/04/2008 | 3     | 1:50  | East Rutherford, New Jersey        |                                      |
| Derrota | 13-4   | Jay Hieron            | TKO (lesão na perna)                       | IFL: World Grand Prix Finals      | 29/12/2007 | 1     | 4:00  | Uncasville, Connecticut            | Pelo Cinturão dos Meio-Médios do IFL |
| Vitória | 13-3   | Gideon Ray            | Finalização (chave de braço)               | IFL: World Grand Prix Semifinals  | 03/11/2007 | 1     | 1:57  | Chicago, Illinois                  |                                      |
| Vitória | 12-3   | Jake Ellenberger      | Finalização (chave de braço)               | IFL: 2007 Team Championship Final | 20/09/2007 | 2     | 3:45  | Hollywood, Florida                 |                                      |
| Derrota | 11-3   | Antonio McKee         | Decisão (dividida)                         | IFL: 2007 Semifinals              | 02/08/2007 | 3     | 4:00  | East Rutherford, New Jersey        |                                      |
| Vitória | 11-2   | Gideon Ray            | Finalização (keylock)                      | IFL: Las Vegas                    | 16/06/2007 | 2     | 1:29  | Las Vegas, Nevada                  |                                      |
| Vitória | 10-2   | Mike Dolce            | Decisão (unânime)                          | IFL: Connecticut                  | 13/04/2007 | 3     | 4:00  | Uncasville, Connecticut            |                                      |
| Vitória | 9-2    | Mark Miller           | Decisão (unânime)                          | IFL: Atlanta                      | 23/02/2007 | 3     | 4:00  | Atlanta, Georgia                   |                                      |
| Vitória | 8-2    | Eiji Ishikawa         | Decisão (majoritária)                      | DEEP 27 Impact                    | 20/12/2006 | 2     | 5:00  | Tóquio                             |                                      |
| Vitória | 7-2    | Daniel Acácio         | Decisão (unânime)                          | Fury FC 2: Final Combat           | 30/11/2006 | 3     | 5:00  | São Paulo                          |                                      |
| Vitória | 6-2    | Ben Uker              | TKO (joelhada voadora e socos)             | IFL: Gracie vs. Miletich          | 23/09/2006 | 1     | 3:14  | Moline, Illinois                   |                                      |
| Derrota | 5-2    | Dennis Hallman        | DQ (pedalada ilegal)                       | IFL: Legends Championship 2006    | 29/04/2006 | 1     | 3:59  | Atlantic City, New Jersey          |                                      |
| Vitória | 5-1    | Boris Jonstomp        | Finalização (chave de braço)               | Meca World Vale Tudo 12           | 09/07/2005 | 1     | 5:56  | Teresópolis, Rio de Janeiro        |                                      |
| Vitória | 4-1    | Jorge Patino          | Decisão (unânime)                          | Meca World Vale Tudo 11           | 05/06/2004 | 3     | 5:00  | Teresópolis, Rio de Janeiro        |                                      |
| Vitória | 3-1    | Marcelo Machado       | Finalização (socos)                        | Meca World Vale Tudo 10           | 20/12/2003 | 1     | 8:00  | Curitiba, Paraná                   |                                      |
| Derrota | 2-1    | Daniel Acácio         | TKO (interrupção médica)                   | Meca World Vale Tudo 9            | 01/08/2003 | 2     | 5:00  | Teresópolis, Rio de Janeiro        |                                      |
| Vitória | 2-0    | Nilson de Castro      | Finalização (chave de braço)               | Meca World Vale Tudo 8            | 16/05/2003 | 1     | 9:22  | Curitiba, Paraná                   |                                      |
| Vitória | 1-0    | Flavio Pereira        | Finalização (mata-leão)                    | Heroes 2                          | 30/06/2001 | 1     | 2:45  | Rio de Janeiro                     | Estréia no MMA                       |